# The Happier Man
The Happier Man è un cortometraggio muto del 1915 diretto da Frank Cooley. Di genere drammatico, prodotto dalla American Film Manufacturing Company, il film aveva come interpreti Irving Cummings, Virginia Kirtley, Joe Harris, Fred Gamble, Gladys Kingsbury.

## Trama
Mary Fuller, giovane reporter, invidia la fortuna che ha accompagnato la vita di William Summer, un milionario ancora scapolo che ha fatto i soldi con le miniere. Quando però lo intervista per il suo giornale, scoprirà che non è tutto oro quello che riluce.

Ancora giovane, Summer era partito per l'Ovest con l'amico Harry Warden. Entrambi erano innamorati della stessa ragazza, Lucille, ma il sogno della ricchezza e dell'oro annebbiarono Summer che decise di non tornare indietro, come fece invece Warden, preferendo continuare la sua ricerca del prezioso metallo.

Dopo molti anni, Summer torna indietro, ormai milionario, per trovare il vecchio socio felicemente sposato con Lucille, l'amore della loro giovinezza. La vita di Warden è piena e appagata, colma di amore e tenerezza; quella di Summer, vuota e spenta. Mary ha imparato che ci sono gioie nella vita che la ricchezza non può comperare.

## Produzione
Il film fu prodotto dalla American Film Manufacturing Company.

## Distribuzione
Distribuito dalla Mutual, il film - un cortometraggio in due bobine - uscì nelle sale statunitensi il 16 febbraio 1915.